# Bandar-e Kangan
Bandar-e Kangan (persiska: بندرِ كنگان), eller Kangan (كنگان), är en stad i Iran. Den ligger vid Persiska viken, i den södra delen av landet, i provinsen Bushehr. Bandar-e Kangan är administrativ huvudort i delprovinsen (shahrestan) Kangan.
Staden hade 76 329 invånare vid folkräkningen 2011.